# Plasa Tașlâc, județul Cetatea-Albă
Plasa Tașlâc a fost una din plășile din județul interbelic Cetatea-Albă.

## Istoric
Plasa a fost înființată odată cu aderarea Basarabiei la Regatul României, în 1918 și desființată în urma reformei administrative din 1938.

## Localități
Plasa Tașlâc avea 16 localitâți:
| Număr curent | Denumire localitate | Populație la 1930 | Tip localitate în prezent | Raionul în care se află în prezent |
| ------------ | ------------------- | ----------------- | ------------------------- | ---------------------------------- |
| 01           | Burgugi             | 4.235             | .                         |                                    |
| 02           | Ciișia              | 6.222             | .                         | Bolgrad                            |
| 03           | Cotul-Chitaiului    | 3.113             | .                         |                                    |
| 04           | Deleni              | 4.046             | .                         |                                    |
| 05           | Dumitrești          | 4.801             | .                         | Bolgrad                            |
| 06           | Dunăreanca          | 2.857             | .                         |                                    |
| 07           | Glăvani             | 3.385             | .                         |                                    |
| 08           | Golița              | 3.388             | .                         | Bolgrad                            |
| 09           | Hasan-Batâr         | 4.185             | .                         | Bolgrad                            |
| 10           | Hofnungsfeld        | 355               | .                         |                                    |
| 11           | Ivăneștii-Noui      | 2.908             | .                         |                                    |
| 12           | Pandaclia           | 4.365             | .                         | Bolgrad                            |
| 13           | Satalâc-Hagi        | 3.213             | .                         | Bolgrad                            |
| 14           | Selioglu            | 4.330             | .                         |                                    |
| 15           | Tașlâc              | 4.885             | .                         |                                    |
| 16           | Traian              | 4.754             | .                         | Bolgrad                            |

Total populație plasă - 61.042 

## Alte articole
- Lista județelor și a plășilor din România interbelică